# Xanthorhoe chimarrhoa
Xanthorhoe chimarrhoa là một loài bướm đêm trong họ Geometridae.